# Filon Aleksander Judycki
Filon Aleksander Judycki herbu własnego (zm. w 1652 roku) – marszałek rzeczycki w 1650 roku, wójt nowogródzki już w 1647 roku, wojski brasławski w latach 1646-1650, skarbnik rzeczycki w 1639 roku.
W 1648 roku był elektorem Jana II Kazimierza Wazy z województwa mińskiego.